# اچ‌ام‌اس جیر (۱۸۹۶)

{{Infobox ship characteristics
اچ‌ام‌اس جیر (۱۸۹۶) (به انگلیسی: HMS Chamois (1896)) یک کشتی بود که طول آن ۲۱۹ فوت ۹ اینچ (۶۶٫۹۸ متر) Length overall بود. این کشتی در سال۱۸۹۸ (میلادی)|۱۸۹۸]] ساخته شد.